# (3919) Maryanning
(3919) Maryanning ist ein im inneren Hauptgürtel gelegener Asteroid. Er wurde am 23. Februar 1984 von dem belgischen Astronomen Henri Debehogne am La-Silla-Observatorium der Europäischen Südsternwarte in Chile (IAU-Code 809) entdeckt. Mehrere Sichtungen des Asteroiden hatte es vorher schon gegeben: am 1. Oktober 1962 unter der vorläufigen Bezeichnung 1962 TB und 29. Juli 1965 (1965 OB) am Goethe-Link-Observatorium in Indiana sowie am 9. Mai 1978 (1978 JZ2) am Krim-Observatorium in Nautschnyj.
Der mittlere Durchmesser des Asteroiden wurde mit 4,784 (±0,194) Kilometer berechnet, die Albedo mit 0,194 (±0,033).
Der italienische Astronom Vincenzo Zappalà definiert in einer Publikation von 1995 (et al.) eine Zugehörigkeit von (3919) Maryanning zur Amneris-Familie, benannt nach (871) Amneris, einer von ihm definierten kleinen Untergruppe der Flora-Familie. Die Flora-Gruppe ist eine große Gruppe von Asteroiden, die nach (8) Flora benannt ist. Asteroiden dieser Familie bewegen sich in einer Bahnresonanz von 4:9 mit dem Planeten Mars um die Sonne. Die Gruppe wird auch Ariadne-Familie genannt, nach dem Asteroiden (43) Ariadne.
(3919) Maryanning wurde am 4. Mai 1999 nach der englischen Fossiliensammlerin Mary Anning (1799–1847) benannt. Schon 1991 war eine Ansammlung von flachen Vulkanen auf der nördlichen Hemisphäre des Planeten Venus nach Mary Anning benannt worden: Anning Paterae.